# Aristostomias scintillans
Aristostomias scintillans är en fiskart som först beskrevs av Gilbert, 1915.  Aristostomias scintillans ingår i släktet Aristostomias och familjen Stomiidae. Inga underarter finns listade i Catalogue of Life.